# Philates zschokkei
Philates zschokkei là một loài nhện trong họ Salticidae.
Loài này thuộc chi Philates. Philates zschokkei được Benjamin miêu tả năm 2004.